# Club Deportivo Básico Oviedo Balonmano Femenino
Club Deportivo Básico Oviedo Balonmano Femenino ist ein spanischer Frauen-Handballverein aus Oviedo. Aus Sponsoringgründen tritt der Verein als Lobas Global Atac Oviedo an.

## Geschichte
Im Jahr 1986 wurde der Club Deportivo Estadio Asturias gegründet, aus dem der heutige Verein im Jahr 2010 hervorging. Ursprünglich gab es Abteilungen für Handball der Frauen und der Männer, Volleyball der Männer und Basketball der Frauen, letztlich blieb nur der Handball der Frauen übrig.
2004 gelang der Aufstieg in die Primera División, die zweite Liga Spaniens, aus der man 2010 wieder abstieg. Von 2011 bis 2015 spielte der Verein erneut in der zweiten spanischen Liga, nun División de Honor Plata. 2015 gelang der Aufstieg in die División de Honor, aus der das Team aber nach nur einer Saison abstieg. Von 2016 bis 2022 war der Verein wieder in der División de Honor Plata aktiv; seit 2022 in der neuen zweiten Liga, der División de Honor Oro. Im Mai 2023 stand das Team als Aufsteiger in die División de Honor fest. Nach einem Jahr in der höchsten Liga stieg der Verein nach der Spielzeit 2023/2024 direkt wieder ab.

## Spielerinnen
Zu den Spielerinnen zählten Ana Temprano, die hier in ihrer Jugend spielte, sowie Irene Espínola Pérez (2013–2016).

## Spielstätten
Heimspielstätte des Vereins ist die Polideportivo Municipal Florida Arena. Zuvor spielte man im Estadio de la Juventud, Polideportivo de San Claudio und Polideportivo de Pumarín.